# В трезвом уме и твёрдой памяти
«В трезвом уме и твёрдой памяти» (англ. Clean and Sober; также известен как — «Чистый и трезвый») — американская драма снятая Гленн Гордон Кароном в 1989 году. Главную роль исполнил Майкл Китон, сыграв брокера по недвижимости, пристрастившегося к алкоголю и кокаину. Также в фильме сыграли Кэти Бейкер, Морган Фримен, Тейт Донован и Клаудия Кристиан.
Это первая роль для Китона в жанре драма, до этого он играл только в комедиях. Рон Ховард у которого до этого Китон играл в фильмах «Ночная смена» и «Энтузиаст» выступил как сопродюсер фильма.

## Сюжет
Дэрил Пойнтер — брокер по недвижимости, пристрастился к алкоголю и кокаину. В одно утро, он просыпается и находит в своей постели труп женщины, с которой он познакомился накануне, она умерла от передозировки. Также ему сообщают, что с одного из его счетов пропали деньги.
Чтобы сбежать от закона, Дэрил решает записаться в группу в центр реабилитации для наркоманов, где к нему представляют[уточнить] Крейга, бывшего наркомана, работающего в клинике консультантом. Он вычисляет все приёмы Дэрила.[какие?] Спустя некоторое время Дэрил начинает понимать, что, возможно, он оказался именно там, где нужно.[где?]

## В ролях
| Актёр            | Роль           |
| ---------------- | -------------- |
| Майкл Китон      | Дэрил Пойнтер  |
| Кэти Бейкер      | Чарли Стэндерс |
| Морган Фримен    | Крейг          |
| Тейт Донован     | Дональд Тоул   |
| Клаудия Кристиан | Айрис          |
| Майкл Эммет Уолш | Ричард Диркс   |

## Награды
«Национальное общество премии кинокритиков» признали Китона лучшим актёром 1988 года за роль в этом фильме и за фильм «Битлджус».